# Droupadi Murmu
Droupadi Murmu (en hindi : द्रौपदी मुर्मू ; en santali : ᱫᱨᱳᱯᱚᱫᱤ ᱢᱩᱨᱢᱩ), née Durgi Biranchi Tudu (en santali : ᱫᱩᱨᱜᱤ ᱵᱤᱨᱟᱸᱪᱤ ᱴᱩᱰᱩ) le 20 juin 1958 à Uparbeda (Odisha), est une enseignante et femme politique indienne, membre du Bharatiya Janata Party (BJP). Elle est présidente de l'Inde depuis le 25 juillet 2022.

## Biographie

### Jeunesse, formation et carrière académique
Appartenant au peuple des Santals, un groupe adivasis, Droupadi Murmu est née Durgi Biranchi Tudu à Uparbeda, un village du district de Mayurbhanj dans l'Orissa (aujourd'hui Odisha),. Son prénom change à plusieurs reprises au cours de sa vie : elle devient Puti Biranchi Tudu, avant qu'un enseignant lui donne le prénom Droupadi, basé sur un personnage du Mahabharata. Elle utilise différentes variantes de ce prénom avant de prendre sa forme définitive : Dorpdi, Durpadi. 
Diplômée de l'université des femmes Rama Devi de Bhubaneswar, elle devient institutrice dans l'un des districts les plus pauvres du pays et se fait connaître par son engagement pour la défense des minorités tribales, qui représentent près de 22,85 % de la population de l'Odisha.

### Vie privée
Elle épouse un banquier du nom de Shyam Charan Murmu en 1980, avec qui elle a eu deux fils et une fille. Son mari, ses deux fils, sa mère et l'un de ses frères sont morts en l'espace de 7 ans, de 2009 à 2015. Elle est une adepte du mouvement spirituel Brahma Kumaris.

### Carrière politique
Engagée en politique au sein du Bharatiya Janata Party (BJP), elle est membre de l'Assemblée législative de l'État d'Orissa de 2000 à 2009 et ministre d'État de 2000 à 2004 dans le gouvernement local. De 2015 à 2021, elle est gouverneure du Jharkhand.

### Élection présidentielle de 2022

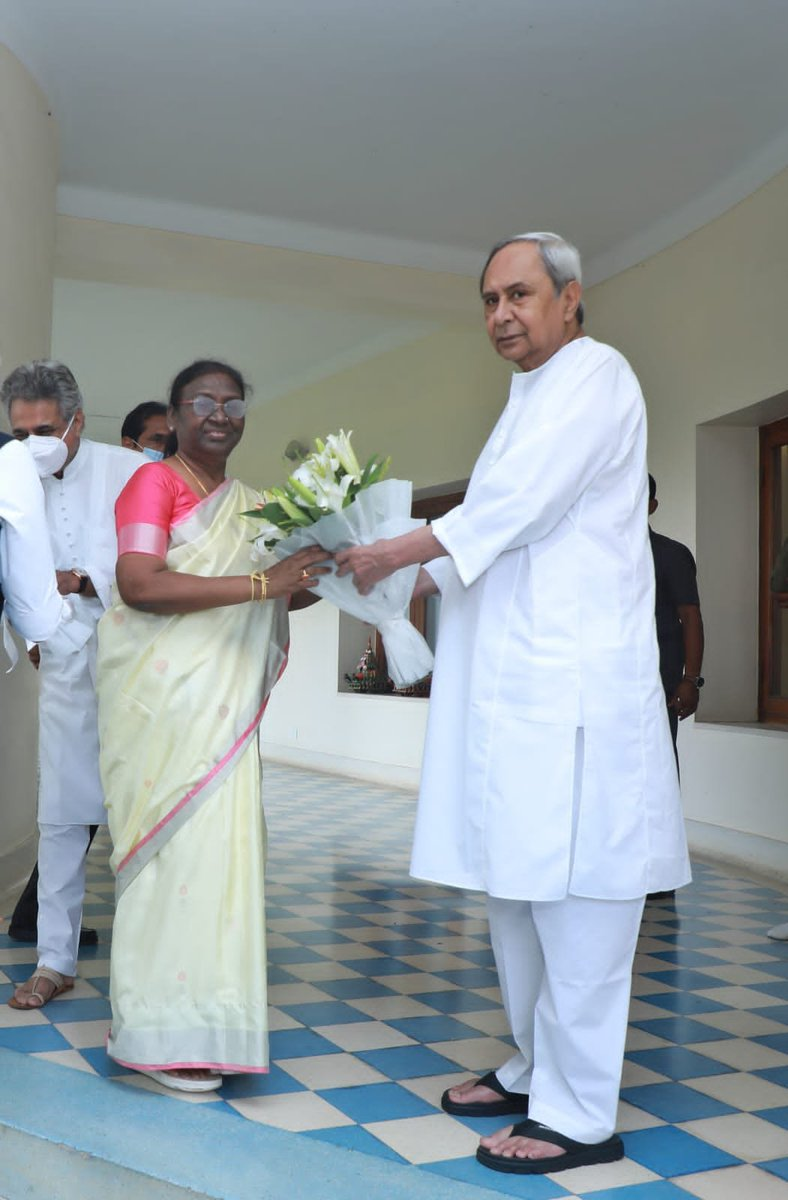
Droupadi Murmu, alors candidate à la présidence, avec le ministre en chef de l'Odisha Naveen Patnaik.

Candidate de l'Alliance démocratique nationale, membre du BJP comme le président sortant Ram Nath Kovind ainsi que le Premier ministre Narendra Modi, Droupadi Murmu remporte l'élection présidentielle le 18 juillet 2022, avec 64,03 % des voix du collège électoral, face à Yashwant Sinha.

### Présidente de l'Inde

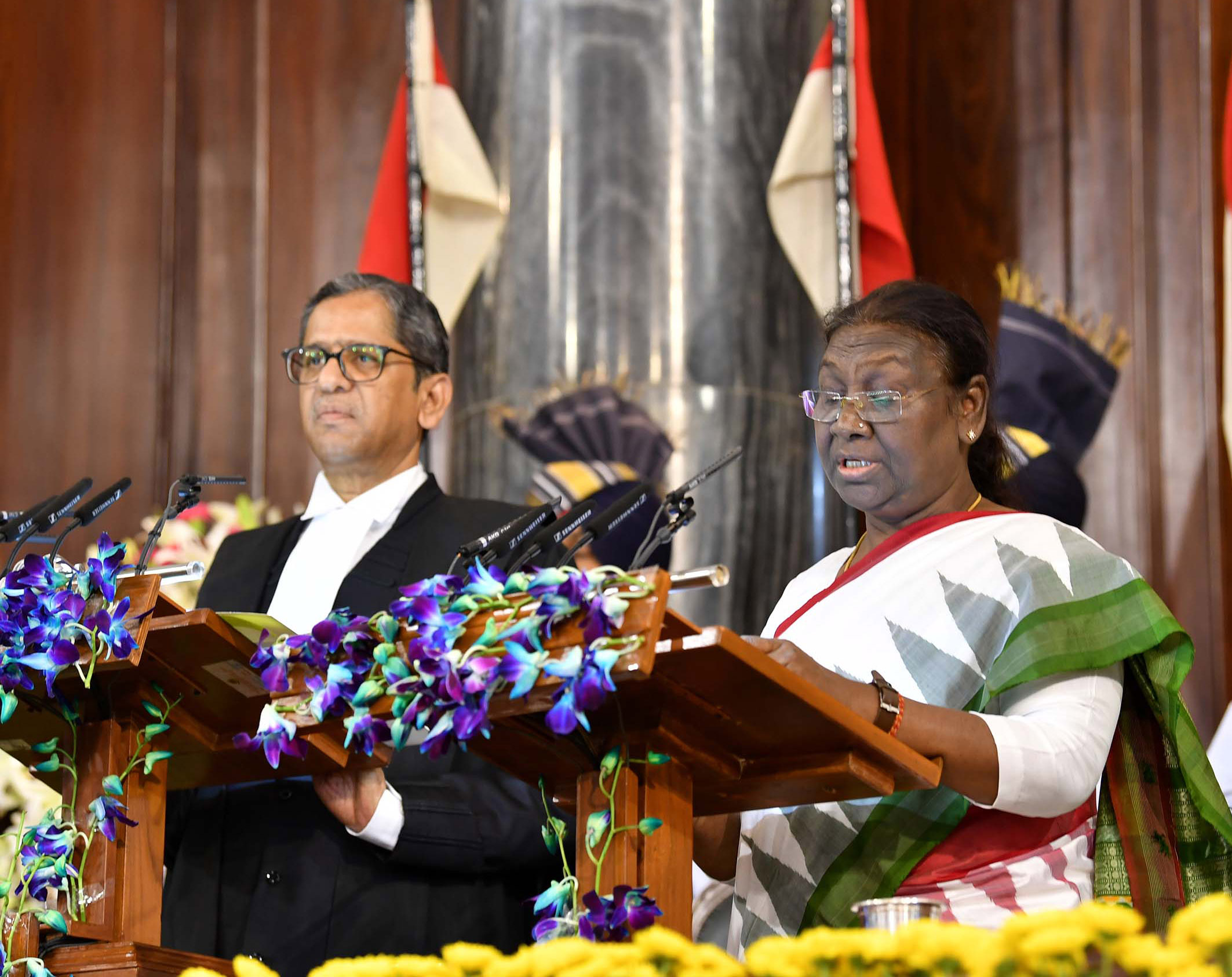
Prestation de serment de Droupadi Murmu comme présidente de l'Inde, le 25 juillet 2022.

Droupadi Murmu est investie présidente de l'Inde le 25 juillet 2022, succédant à Ram Nath Kovind et devenant la deuxième femme à accéder à cette fonction après Pratibha Patil, ainsi que la première personne d'origine Adivasis, c'est-à-dire issue d'une minorité tribale. Elle est par ailleurs la plus jeune personne à devenir présidente, ainsi que la première née après l'indépendance du pays en 1947,.